# Pardomuan (Pollung)
Pardomuan is een bestuurslaag in het regentschap Humbang Hasundutan van de provincie Noord-Sumatra, Indonesië. Pardomuan telt 443 inwoners (volkstelling 2010).